# Berezniki
Berezniki (ru. Березники) este un oraș din Regiunea Perm, Federația Rusă și are o populație de 173.077 locuitori. Orașul este plasat pe un zăcământ de potasă activ exploatat, ceea ce a dus la apariția unor doline și a provocat prăbușirea unei părți a orașului, inclusiv stația de cale ferată. 
1. ↑   http://permkrai.info/2006/01/31/p119709.htm Lipsește sau este vid: |title= (ajutor)